# نوینتال
نوینتال (به آلمانی: Neuental) یک شهر در آلمان است که در شوالم-ادر واقع شده‌است. نوینتال ۳٬۳۴۱ نفر جمعیت دارد.